# Сос Саркісян
Сос Арташесович (Артемович) Саркісян (вірм. Սոս Սարգսյան; нар. 24 жовтня 1929, Степанаван, Вірменська РСР, СРСР — пом. 26 вересня 2013, Єреван, Вірменія) — радянський, вірменський актор театру і кіно, майстер художнього слова (читець), педагог, громадський діяч. Народний артист СРСР (1985).

## Біографія

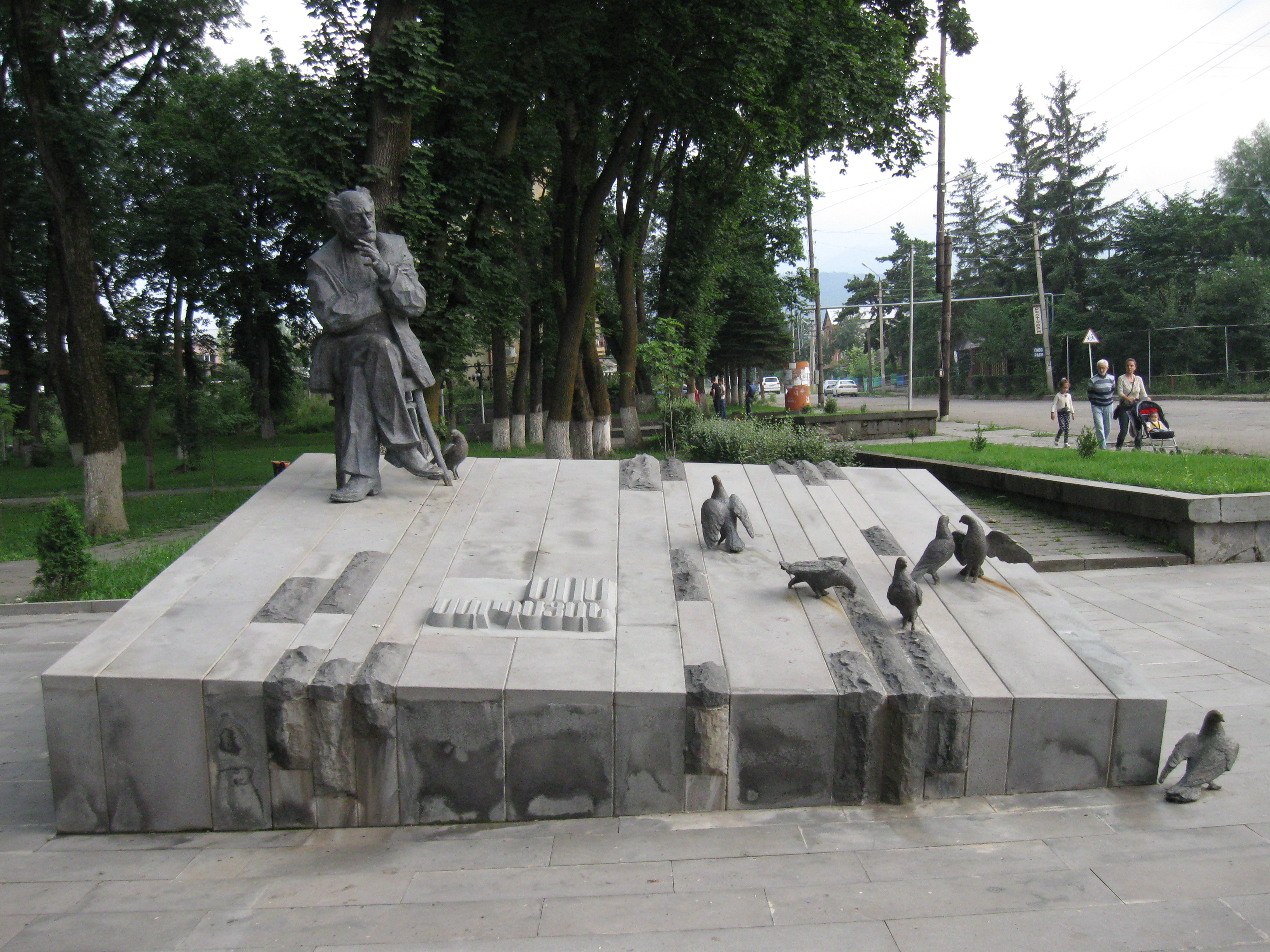
Пам'ятник Смокчу Саркісяну в місті Степанаван

Сос Саркісян народився 24 жовтня 1929 року в Степанавані (Вірменія).
У 1948 році переїхав до Єревана і став актором Єреванського театру юного глядача. У 1954 році закінчив акторський факультет Єреванського художньо-театрального інституту (нині Єреванський державний інститут театру і кіно). У роки навчання в рамках навчальної програми зіграв у виставах «Ведмідь», «Ліс», «Банний вузлик».
З 1954 по 1990 рік — актор Вірменського театру ім. Г. М. Сундукяна (Єреван). Займався режисурою. Виступав з декламаціями. Гастролював у Лівані, Сирії, США.

## Творчість
У кіно з 1959 року (перша роль — Арташес у фільмі «Хлопці музкоманди»).
У 1991 році створив і очолив Єреванський драматичний театр «Амазгаїн». З 1992 року викладав у Єреванському художньо-театральному інституті (1997—2005 — ректор, з 2006 — голова ради правління інституту).
Член Спілки кінематографістів Вірменської РСР.

## Політична діяльність
Народний депутат СРСР від Єреванського — Радянського територіального виборчого округу Вірменської РСР (1989—1991). У 1991 році — кандидат у Президенти Вірменії. Член Вірменської революційної федерації Дашнакцутюн". З 2008 року входив до Громадської ради Вірменії.
У 2012 році голова журі Вірменської національної кінопремії.
Помер 26 вересня 2013 року в Єревані. Похований в Пантеоні імені Комітаса.

## Звання та нагороди
- Заслужений артист Вірменської РСР (1972)
- Народний артист Вірменської РСР (1972)
- Народний артист СРСР (1985)
- Державна премія Вірменської РСР (1975) — роль Мкртича у фільмі «Трикутник»
- Державна премія Вірменської РСР (1979) — за театральну роботу
- Державна премія Вірменської РСР (1988) — за участь у телефільмі «Матенадаран»
- Державна премія Республіки Вірменія (1996)
- Орден Святого Месропа Маштоца (Вірменія, 2001)
- Орден «Знак Пошани» (1981)
- Орден Святого Саака і Святого Месропа (ВАЦ, 2001)
- Орден «Григор Лусаворіча» (НКР)[5]
- Медаль імені Мхітара Гоша (НКР, 2001)
- Медаль «Гарегін Нжде»
- Лауреат Всесоюзного кінофестивалю в номінації «Премії за кращі акторські роботи» (1986, фільм «Яблуневий сад»)
- Почесний громадянин Єревана (2000).

## Творчість

### Ролі в театрі

#### Єреванський театр юного глядача
- 1949 — «Чарівний глечик» — Бахір
- 1949 — «Хатина дядька Тома» по Г. Бічер-Стоу — Джордж

#### Єреванський театр імені Г.М.Сундукяна
- 1958 — «Останні гвоздики» Г. Тер-Григоряна —  Арташес
- 1964 — «Ромео і Джульєтта» Вільяма Шекспіра —  Тібальт
- 1965 — «Салемські відьми» за А. Міллером —  Джон Проктор
- 1966 — «Пепо» Ґ. Сундукяна —  Зімзімов
- 1968 — «Дон Кіхот» М. Булгакова —  Дон Кіхот
- 1969 — «Отелло» В. Шекспіра —  Яго
- 1971 — «Виноградний сад» В. Сарояна —  Григор Торгомян
- 1977 — «Перехрестя» Ж. Арутюняна —  Вардан Адамян
- 1980 — «Ацаван» Н. Зарьян —  Мацак Авагян
- 1981 — «Король Джон» В. Шекспіра —  Король Джон
- 1991 — «Мер району Саніта» Е. де Філіппо —  мер
- 1997 — «Король Лір» В. Шекспіра —  Король Лір

### Постановки
- 1991 — «Мер району Саніта» Е. де Філіппо
- 1997 — «Король Лір» В. Шекспіра

### Ролі в кіно
- 1959 — Хлопці музкоманди —  Арташес
- 1961 — Перед сходом сонця —  Єгор
- 1961 — Дорога —  Даян
- 1962 — Господар і слуга (короткометражний) —  Манас
- 1964 — Зневаживши обітницю (кіноальманах «Мсьє Жак і інші») —  архімандрит
- 1967 — Трикутник —  Варпет Мкртич
- 1968 — Жила людина —  Мурад
- 1969 — Весна, випав сніг (короткометражний) —  Комітас
- 1969 — Ми і наші гори —  лейтенант міліції
- 1970 — Ленін і Алі (короткометражний) —  головна роль
- 1970 — Джерело Егнар —  майстер Варпет Мкртич
- 1971 — Хатабала —  Замбахов
- 1972 — Соляріс —  доктор Гібарян
- 1973 — Терпкий виноград —  Вардан
- 1973 — Скеля —  Айрапетов
- 1973 — Хаос —  Смбат Алімян
- 1974 — Тверда порода —  Севоян
- 1974 — Ущелина покинутих казок —  епізод
- 1975 — В горах моє серце —  Бен Олександр
- 1975 — Цей зелений, червоний світ
- 1975 — Здобудеш у бою —  Апресян
- 1976 — І тоді ти повернешся —  Бабаян
- 1976 — Народження —  Мурза
- 1977 — Наапет —  Наапет
- 1977 — Власна думка —  майстер Ашот Гаспарян
- 1978 — Зірка надії —  Мовсес
- 1978 — Ще п'ять днів —  епізод
- 1978 — Август —  епізод
- 1978 — Комісія з розслідування —  Саркіс Мадоян
- 1979 — Блакитний лев —  ювелір
- 1979 — Добра половина життя
- 1979 — Помри на коні —  батько Гая
- 1980 — Дзорі Міро —  Дзорі Міро
- 1980 — Там, за сімома горами —  Овсеп
- 1982 — Гікор —  Амбо
- 1983 — Клятвений запис —  Мовсес
- 1984 — Без сім'ї —  бродячий артист Віталіс
- 1984 — Білі мрії —  Акоп
- 1984 — Король Джон —  Король Джон
- 1986 — Під знаком однорогої корови —  Тобі
- 1986 — Яблуневий сад —  Мартин
- 1986 — Михайло Ломоносов —  Феофан Прокопович
- 1987 — Аптека на перехресті —  Адамян
- 1987 — Квартет —  Петрос
- 1987 — На дні (фільм-спектакль) —  Сатин
- 1988 — Матенадаран (документальний)
- 1988 — Сім'я злочинця (фільм-спектакль)
- 1988 — Піднесення —  Галуст
- 1989 — І повториться все… —  Саак Хоренович
- 1992 — Де ти був, чоловіче Божий? —  лікар Степан Єсаян (в дорослому віці)
- 1997 — Невістка з Джермук
- 1999 — Силует —  епізод
- 2000 — Веселий автобус —  священик
- 2001 — Хай буде світло (документальний)
- 2006 — Маяк —  дідусь
- 2006 — Блюз опадаючого листя —  нотаріус Армін Саакович
- 2012 — Це я —  дід

## Пам'ять

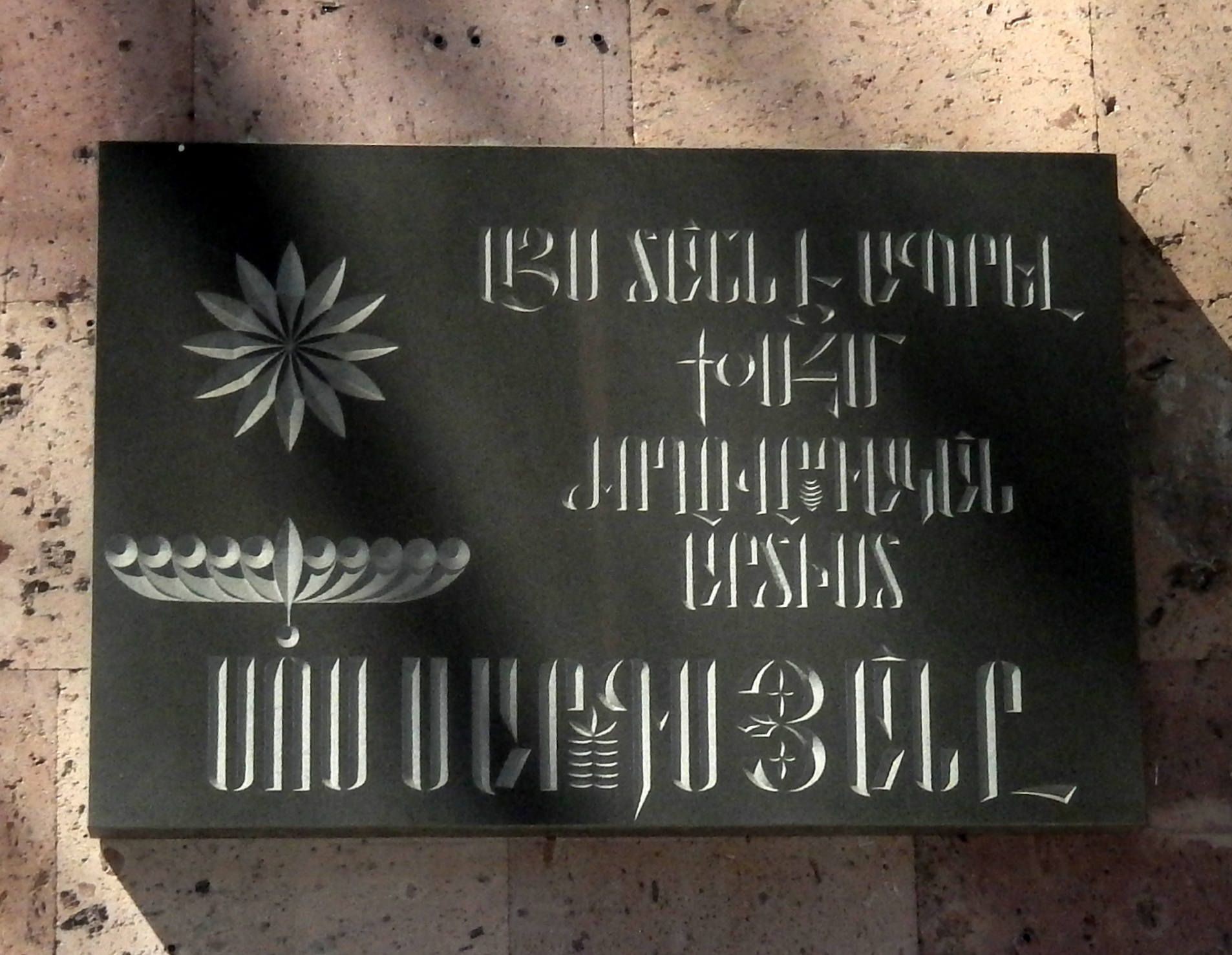
Меморіальна дошка

24 жовтня 2015 року, в день народження С. А. Саркісяна, засновника державного театру «Амазгаїн», на фасаді будинку за адресою вул. Теряна 65, в якому жив Майстер, встановлена меморіальна дошка.